# Kitaa
Kitaa (Vestgrønland – Grenlandia Zachodnia) – jeden z trzech istniejących przed 1 stycznia 2009 roku okręgów Grenlandii.
W skład okręgu wchodziły:
- gmina Nanortalik
- gmina Qaqortoq
- gmina Narsaq
- gmina Ivittuut
- gmina Paamiut
- gmina Nuuk
- gmina Maniitsoq
- gmina Sisimiut
- gmina Kangaatsiaq
- gmina Aasiaat
- gmina Qasigiannguit
- gmina Ilulissat
- gmina Qeqertarsuaq
- gmina Uummannaq
- gmina Upernavik
- część Parku Narodowego Grønlands (obszar niemunicypalny)

Po reformie administracyjnej z 1 stycznia 2009 roku obszar okręgu stał się częścią gmin Qaasuitsup, Qeqqata, Sermersooq i Kujalleq oraz niemunicypalnego Parku Narodowego Grønlands.